# Volkswagen Viloran
Volkswagen Viloran — мінівен, що випускається компанією SAIC Volkswagen з 2020 року. Найбільший автомобіль, побудований на платформі MQB.

## Огляд

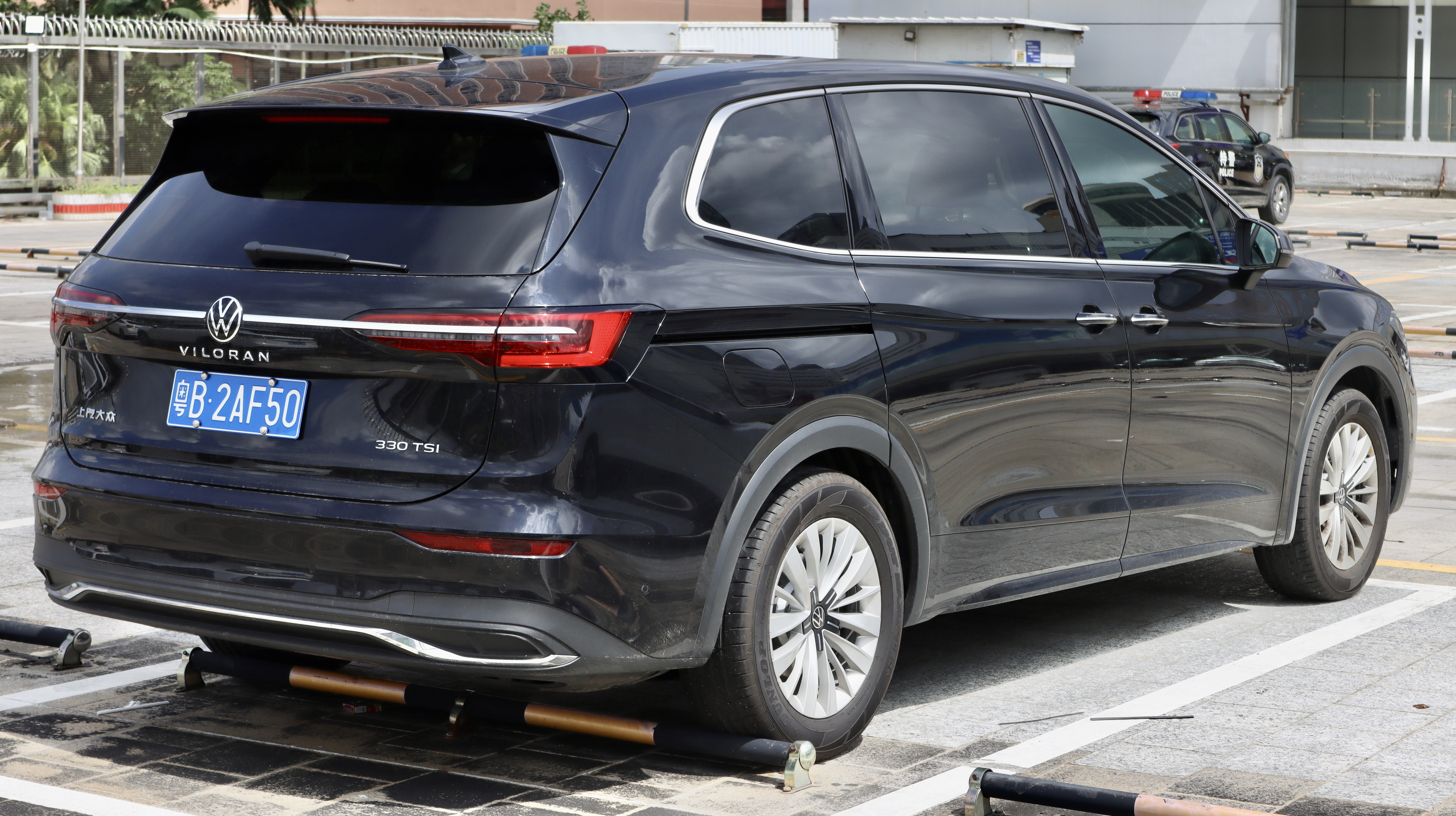
Задній вид

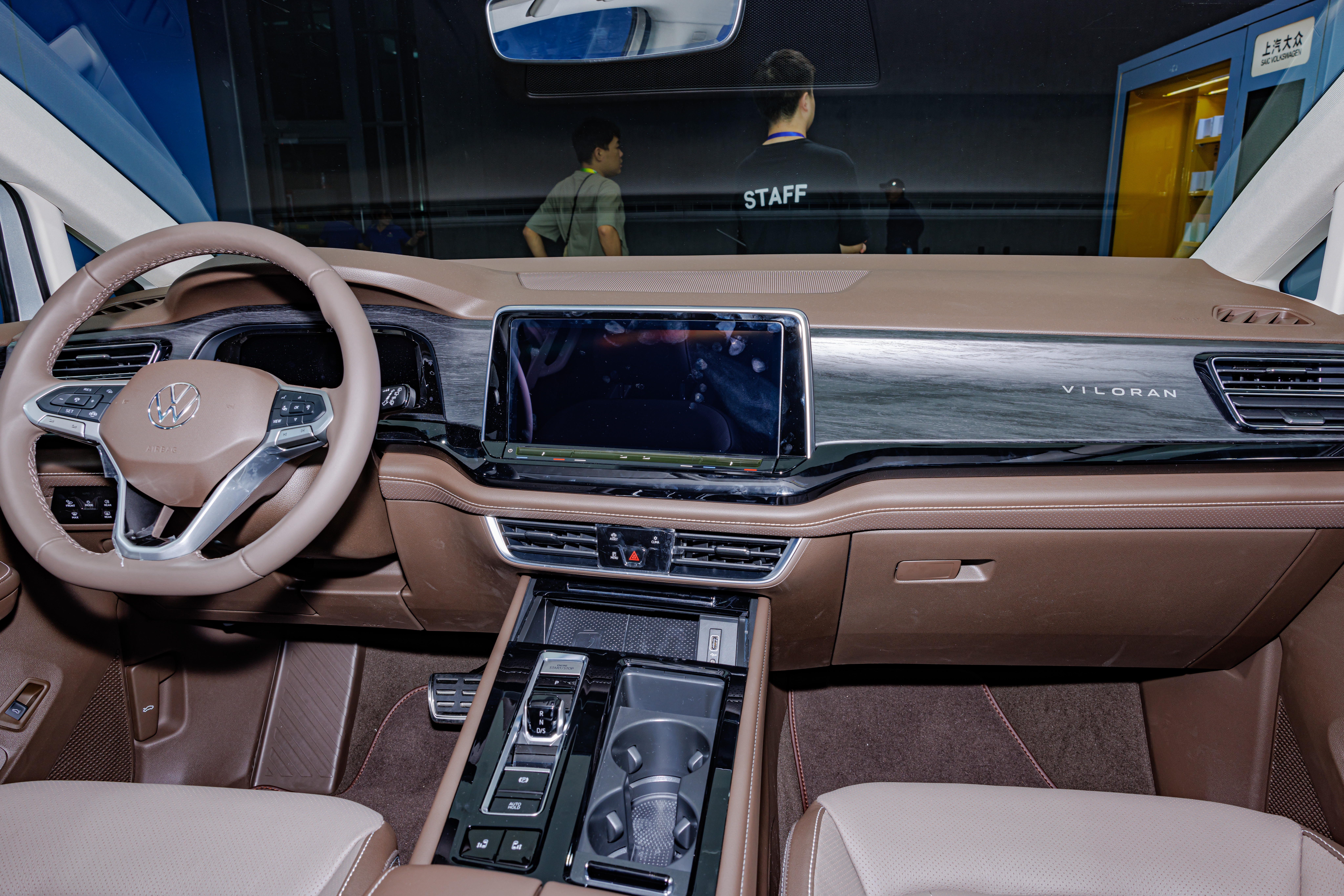
Інтер'єр

Volkswagen Viloran був представлений на автосалоні в Гуанчжоу 2019 року та надійшов у продаж у Китаї у квітні 2020 року.
Viloran має 2,0-літровий рядний чотирициліндровий бензиновий двигун із турбонаддувом, який пропонується у версіях потужністю 186 і 220 к.с. Viloran пропонувався з переднім приводом і 7-ступінчастою автоматичною коробкою передач DSG. В даний час Viloran продається в комплектаціях, відомих як 330TSI Deluxe, 330TSI Business, 380TSI Premium і 380TSI Ultimate.

### Силовий агрегат
| Модель            | Переміщення                | Серія             | потужність                  | Крутний момент         | Спосіб передавання |
| Бензинові двигуни | Бензинові двигуни          | Бензинові двигуни | Бензинові двигуни           | Бензинові двигуни      | Бензинові двигуни  |
| ----------------- | -------------------------- | ----------------- | --------------------------- | ---------------------- | ------------------ |
| 2.0 '330 TSI '    | 1 984 см3 (121,1 дюйм3) І4 | EA888 (DPL)       | 186 PS (183 к. с.; 137 кВт) | 320 Н⋅м (236 фунт⋅фут) | 7-ступінчаста DSG  |
| 2.0 '380 TSI '    | 1 984 см3 (121,1 дюйм3) І4 | EA888 (DKX)       | 220 PS (217 к. с.; 162 кВт) | 350 Н⋅м (258 фунт⋅фут) | 7-ступінчаста DSG  |